# اساسنامه حزب کارگران کره
اساسنامه حزب کارگران کره یا نظامنامه حزب کارگران کره، (به هانگول: 조선로동당규약، Chosŏn rodongdang kyuyak) آیین‌نامه حزب کارگران کره می‌باشد و قوانین سازمان و عضویت حزب را تعیین می‌کند.
بر اساس قوانین، کنگره حزب کارگران کره بالاترین ارگان حزب است و می‌تواند در کنار کنفرانس حزب کارگران کره قوانین را اصلاح کند. همچنین قواعد شخصیت، وظیفه و شیوه کار حزب را مشخص می‌کند. بر اساس این آیین‌نامه، حزب در تلاش است تا کمونیسم را در کل شبه‌جزیره کره تحمیل کند.
اولین قوانین در ۳۰ اوت ۱۹۴۶ در اولین کنگره حزب کارگران کره شمالی به تصویب رسید. از آن زمان تاکنون، هر کنفرانس و برخی کنگره‌ها قوانین را بازنگری کرده‌اند که آخرین آن کنگره هفتم در سال ۲۰۱۶ بود.
از زمان مرگ کیم ایل سونگ و روی کار آمدن کیم جونگ ایل به رهبری این کشور، این حزب به قوانین پایبند نبوده است. پس از کنگره ششم در سال ۱۹۸۰، کنگره‌ها دیگر هر پنج سال یکبار برگزار نمی‌شدند. پلنوم‌های کمیته مرکزی نیز در فواصل منظم شش ماهه برگزار نمی‌شد. کیم جونگ ایل نیز بدون رعایت روال صحیح به‌عنوان دبیر کل حزب انتخاب شد. در تدارک جانشینی کیم جونگ اون، کنفرانس سوم در سال ۲۰۱۰ قوانین را اصلاح کرد تا اطمینان حاصل شود که او همزمان رهبری حزب و ارتش را تضمین می‌کند. همچنین تغییراتی ایجاد شد تا به خاندان کیم اجازه داده شود تا آزادانه تاریخ برگزاری کنگره‌ها را انتخاب کنند. کنگره هشتم حزب، قوانین را با دادن عنوان دبیرکل حزب کارگران کره به کیم جونگ اون در ژانویه ۲۰۲۱ اصلاح کرد.